# لونغ غوتيريز
لونغ غوتيريز هو سباح مكسيكي وأمريكي، ولد في 23 فبراير 1995 في مدينة مكسيكو في المكسيك.

## روابط خارجية
- لونغ غوتيريز على موقع الاتحاد الدولي للسباحة (الإنجليزية)
- لونغ غوتيريز على موقع SwimRankings.net (الإنجليزية)
- لونغ غوتيريز على موقع اللجنة الأولمبية الدولية (الإنجليزية)
- لونغ غوتيريز على موقع أوليمبيديا (الإنجليزية)